# نیکلاس دوشز
نیکلاس دوشز (انگلیسی: Nicolas Douchez؛ زادهٔ ۲۲ آوریل ۱۹۸۰) بازیکن فوتبال اهل فرانسه است.
از باشگاه‌هایی که در آن بازی کرده‌است می‌توان به باشگاه فوتبال پاری سن ژرمن، باشگاه فوتبال پاریس، باشگاه فوتبال رن، باشگاه فوتبال لو آور، و باشگاه فوتبال تولوز اشاره کرد.